# 8289 An-Eefje
8289 An-Eefje là một tiểu hành tinh vành đai chính, được phát hiện ngày 3 tháng 5 năm 1992 bởi H. Debehogne ở Đài thiên văn Nam Âu. Nó được đặt theo tên An Marchal và Eefje Lambrecks, two Belgian women who were kidnapped và killed bởi Marc Dutroux ở 1996.